# Cratinus (dichter)
Cratinus (Oudgrieks Κρατῖνος) is de naam van een Attische blijspeldichter uit de 5e eeuw v.Chr.
Samen met zijn vakgenoot Eupolis was hij de belangrijkste Attische komediedichter vóór Aristophanes. Van zijn leven is heel weinig bekend. Hij werd vermoedelijk rond 520 geboren en is gestorven kort na 423. Zesmaal won hij de eerste prijs bij de Dionysia, driemaal bij de Lenaea.
Van 29 stukken van Cratinus kennen we de titels, en van 25 daarvan zijn één of meer fragmenten bewaard, sommige ook op papyri. 
 Zijn belangrijkste werken zijn:
1. Ἀρχίλοχοι (Archilochoi), een literair dispuut tussen volgelingen van de hekeldichter Archilochus en epische dichters. 
 Dit stuk is vermoedelijk één der oudste van Cratinus, omdat het als een soort poëtische beginselverklaring kan beschouwd worden.
2. Θρᾷτται (Thracische vrouwen, uit ?442) is een kritische aanval op de vreemde erediensten die in groten getale Athene binnendrongen.
3. Ὀδυσσῆς (Mannen van Odysseus, uit ± ?438) is een parodie op het Cyclopen-verhaal uit Homerus' Odyssee.
4. Πλοῦτοι (Geesten van de Rijkdom, geschreven kort na 437), een felle kritiek op de rijkdom tijdens de Gouden Eeuw van Pericles.
5. Χείρωνες (Gezanten van Chiron, geschreven tussen 437 en 432). 
 In dit stuk houdt Cratinus het in zijn ogen corrupte Athene de spiegel van de goede oude tijd voor, bij monde van wijze afgezanten uit die "gezegende" periode.
6. Πανόπται (Albeschouwers, geschreven tussen 435 en 431), is een hekeling van de sofisten.
7. Νέμεσις (Nemesis, uit ?431) geeft achter het avontuur van Zeus en Nemesis een persiflage op Pericles' liefdesleven.
8. Διονυσαλέξανδρος (Dionysalexander, uit ?430). 
 In dit stuk speelt de god Dionysus de rol van Paris (= ”Alexander”) die de Trojaanse Oorlog veroorzaakte, net zoals Pericles volgens Cratinus de aanstichter van de Peloponnesische Oorlog was.
9. Πυτίνη (Mandfles, uit 423), waarin Cratinus zijn rivaal Aristophanes van repliek dient, nadat deze hem in zijn Ridders van seniele aftakeling had beschuldigd. Met dit stuk behaalde de dichter de overwinning op Aristophanes.

Cratinus bediende zich in hoofdzaak van het beschaafde Attisch van zijn tijd. Zijn stijl is uitermate speels en beeldrijk. Aristophanes prees hem om zijn meeslepende kracht en ook in de volgende eeuwen stond hij nog hoog in aanzien. Soms werd hij met Aeschylus vergeleken.
- Bibsys: 95000938
- Biblioteca Nacional de España: XX1452350
- Bibliothèque nationale de France: cb13542601r (data)
- Catàleg d'autoritats de noms i títols de Catalunya: 981058614810806706
- Gemeinsame Normdatei: 119496593
- International Standard Name Identifier: 0000 0003 6641 1403
- Library of Congress Control Number: n87874644
- Nationale bibliotheek van Australië: 61539872
- Nationale Bibliotheek van Israël: 987007379815405171
- Nationale Bibliotheek van Polen: a0000003155883
- Nederlandse Thesaurus van Auteursnamen: 069899398
- Réseau des bibliothèques de Suisse occidentale: 02-A010070036
- Istituto Centrale per il Catalogo Unico: PAVV037449
- Système universitaire de documentation: 114208042
- Trove: 1710961
- Virtual International Authority File: 30348112
- WorldCat: E39PCjHHkbqJ8XWGc9dtdy3vVy